# Buinaksk
Buinaksk (en ruso: Буйнакск; en avar: Шура, romanizado: Şura; en cumuco: Темирхан-Шура, romanizado: Temirján-Shurá) es una ciudad perteneciente a la República de Daguestán, en Rusia. Situado en el centro de Daguestán, es el centro del raión de Buinaksk y del ókrug urbano homónimo.

## Toponimia
El nombre de la ciudad en otras lenguas importantes para la ciudad es Temirján-Shurá (en kumyko: Темирхан-Шура, romanizado: Temirxan-Şura) o Shuraji (en lak: ЩурахӀи, romanizado: Schurahi).

## Geografía
Buinaksk está ubicada a orillas del río Shuraozén en las estribaciones del Gran Cáucaso, 40 km al suroeste de Majachkalá.

### Clima
Buinaksk tiene un clima continental húmedo (clasificación climática de Köppen: Dfa).
| Parámetros climáticos promedio de Buynaksk | Parámetros climáticos promedio de Buynaksk | Parámetros climáticos promedio de Buynaksk | Parámetros climáticos promedio de Buynaksk | Parámetros climáticos promedio de Buynaksk | Parámetros climáticos promedio de Buynaksk | Parámetros climáticos promedio de Buynaksk | Parámetros climáticos promedio de Buynaksk | Parámetros climáticos promedio de Buynaksk | Parámetros climáticos promedio de Buynaksk | Parámetros climáticos promedio de Buynaksk | Parámetros climáticos promedio de Buynaksk | Parámetros climáticos promedio de Buynaksk | Parámetros climáticos promedio de Buynaksk |
| Mes                                        | Ene.                                       | Feb.                                       | Mar.                                       | Abr.                                       | May.                                       | Jun.                                       | Jul.                                       | Ago.                                       | Sep.                                       | Oct.                                       | Nov.                                       | Dic.                                       | Anual                                      |
| ------------------------------------------ | ------------------------------------------ | ------------------------------------------ | ------------------------------------------ | ------------------------------------------ | ------------------------------------------ | ------------------------------------------ | ------------------------------------------ | ------------------------------------------ | ------------------------------------------ | ------------------------------------------ | ------------------------------------------ | ------------------------------------------ | ------------------------------------------ |
| Temp. máx. media (°C)                      | 1.0                                        | 1.9                                        | 6.4                                        | 13.7                                       | 20.4                                       | 24.8                                       | 27.6                                       | 26.6                                       | 21.6                                       | 15.5                                       | 8.5                                        | 3.7                                        | 14.3                                       |
| Temp. media (°C)                           | -2.2                                       | -1.3                                       | 3.0                                        | 9.2                                        | 15.9                                       | 20.2                                       | 23.1                                       | 22.3                                       | 17.1                                       | 11.5                                       | 5.2                                        | 0.7                                        | 10.4                                       |
| Temp. mín. media (°C)                      | -5.3                                       | -4.4                                       | -0.4                                       | 4.8                                        | 11.4                                       | 15.6                                       | 18.6                                       | 18.0                                       | 12.7                                       | 7.6                                        | 2.0                                        | -2.2                                       | 6.5                                        |
| Precipitación total (mm)                   | 17                                         | 23                                         | 22                                         | 30                                         | 58                                         | 65                                         | 53                                         | 42                                         | 51                                         | 41                                         | 30                                         | 19                                         | 451                                        |
| Fuente: Climate-Data.org                   |                                            |                                            |                                            |                                            |                                            |                                            |                                            |                                            |                                            |                                            |                                            |                                            |                                            |

## Historia

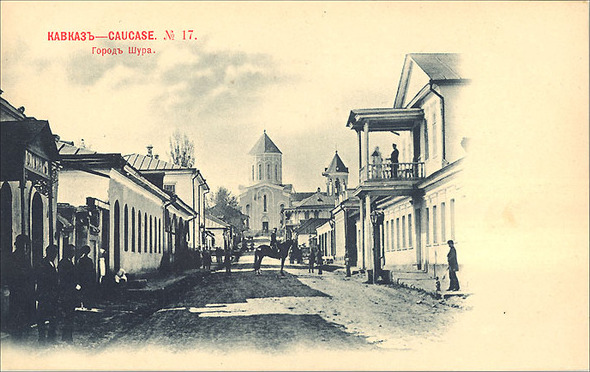
Temir-Jan-Shurá en la década de 1900

Antes de 1922, Buinaksk era conocido como Temir-Jan-Shurá (en ruso: Темир-Хан-Шура), es decir, el lago o acantilado de Tamerlán, quien se dice que acampó aquí en 1396 después de derrotar a Toqtamish. 
Su primera mención data de la década de 1590, cuando una misión rusa camino a Georgia pasó por la que entonces fue una pequeña localidad gobernada por un beg. El lugar se formó posteriormente y fue la residencia de los gobernantes de Daguestán desde 1578 hasta 1640. En 1830, los rusos lo destruyeron cuando se puso del lado de Ghazi Mulá. En 1832, una fuerza rusa al mando de Klugenau acampó allí durante la incursión de Rosen en Guimrý. En 1834, Klugenau construyó un fuerte en la roca sobre el lago y pronto se convirtió en la sede del regimiento Apsheron y el fuerte ruso más importante en el interior de Daguestán durante la guerra múrida. En 1849, Hadji Murad dirigió una intrépida incursión en la ciudad. El lugar no era saludable y Argutinski drenó el lago en 1858 para evitar la propagación de enfermedades.En 1860, se convirtió en capital del óblast de Daguestán y se le concedió el estatus de ciudad en 1866.
En 1920, Buinaksk fue la capital de la efímera República Montañesa del Cáucaso Septentrional. El 13 de noviembre de 1920, el gobierno de la RSFS de Rusia declaró la autonomía de Daguestán durante el congreso del pueblo daguestaní, que tuvo lugar en Temir-Jan-Shurá. En 1922, la ciudad pasó a llamarse Buinaksk en honor al revolucionario Ulubi Buinakski.
En mayo de 1970, Buinaksk sufrió graves daños por un terremoto.
En 1999, un coche bomba frente a un edificio de apartamentos que albergaba a las familias de oficiales militares mató a sesenta y cuatro personas.El 13 de agosto de 2009, Buinaksk fue escenario de dos ataques asociados con la creciente violencia en Daguestán y la vecina Chechenia. Unos diez hombres abrieron fuego por primera vez con armas automáticas contra un puesto de policía y mataron a cuatro agentes. Luego, los hombres armados entraron en un complejo de saunas cercano y mataron a siete empleadas.
Tres soldados murieron y treinta y dos resultaron heridos en un atentado suicida con coche bomba en una base militar de la ciudad el 5 de septiembre de 2010. El conductor atravesó una puerta de la base y se dirigió a una zona donde los soldados estaban acuartelados en tiendas de campaña. Los soldados abrieron fuego contra el coche antes de que llegara al centro de la base y el conductor estrelló el coche contra un camión militar, que explotó. Después de la explosión, una bomba colocada al costado de la carretera alcanzó un automóvil que llevaba a los investigadores al lugar, pero no se reportaron heridos en la segunda explosión. Sin embargo, los atacantes afirmaron haber matado a 56 soldados rusos en el bombardeo.

## Estatus administrativo
En el marco de la organización administrativa de Rusia, Buinaksk es el centro administrativo del raión de Buinaksk, aunque no forma parte de él. Como división administrativa, tiene la entidad de Ciudad de Buinaksk, una unidad administrativa con el estatus que el de los distritos. Como división municipal, la ciudad de Buinaksk se incorpora como ókrug urbano de Buinaksk.

## Demografía
La evolución de la población de Buinaksk entre 1897 y 2021 fue la siguiente:
| 9214                                | 22 081 | 32 956 | 37 946 | 46 566 | 56 783 | 61 437 | 62 623 | 65 080 | 68 121 |
| (Fuente: Soviet and Russian Census) |        |        |        |        |        |        |        |        |        |

La composición étnica de Buinaksk ha ido evolucionando de la siguiente forma:
| Grupo étnico | 1959  | 2002  | 2021  |
| ------------ | ----- | ----- | ----- |
| Ávaros       | 26,3% | 46%   | 39,1% |
| Cumucos      | 29,3% | 31,4% | 36,7% |
| Laks         | 7,7%  | 6,9%  | 7,4%  |
| Darguines    | 6,7%  | 6,2%  | 6,6%  |
| Lezguinos    | 0,8%  | 0,8%  | 4,6%  |
| Rusos        | 18,6% | 6%    | 2,8%  |

## Infraestructura

### Arquitectura, monumentos y lugares de interés
En Buinaksk hay una gran mezquita Juma y madraza. También hay un peueño museo de historia local.

### Transporte
La carretera entre Buinask y Majachkalá se amplió a cuatro carrile en octubre de 2023.

## Galería

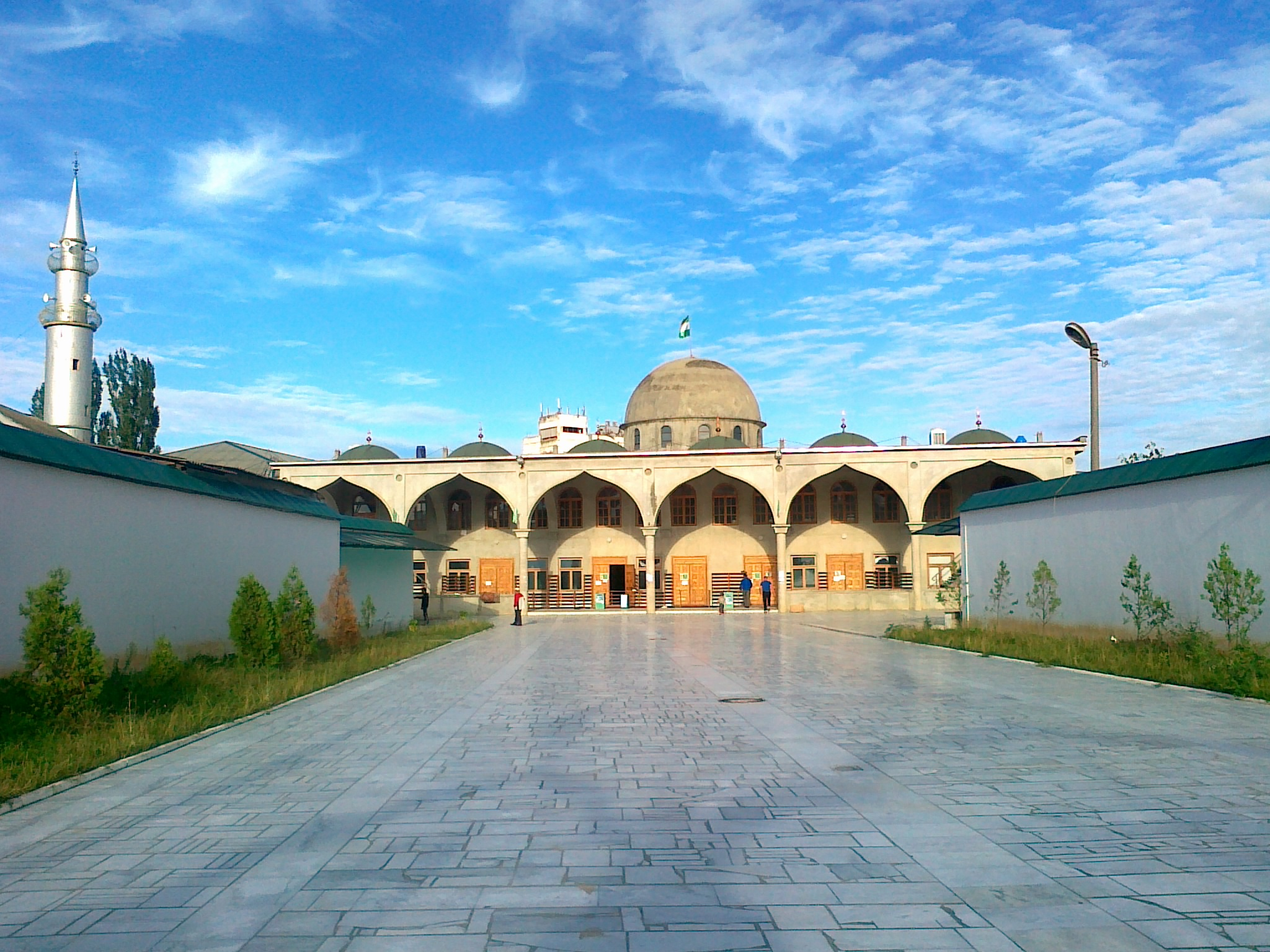
Mezquita de Buinaksk
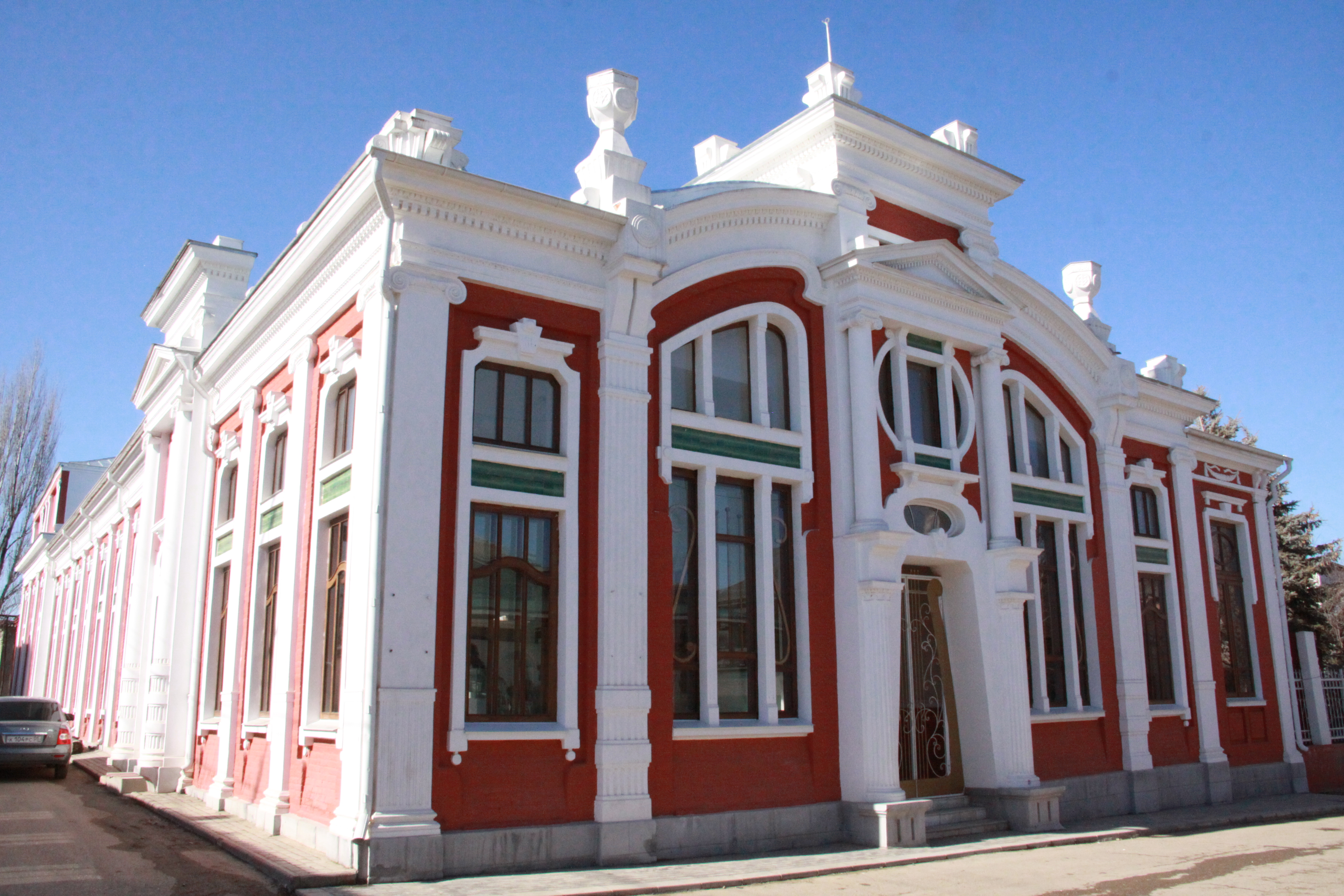
Museo de historia de Buinaksk